# جين غروف
جين غروف (بالإنجليزية: Jean Grove)‏ (10 مارس 1927 - 17 يناير 2001)، كانت عالمة جغرافيا فيزيائية بريطانية وعالمة جليد معروفة بدراستها الشاملة لتغير المناخ في العصر الجليدي الصغير عبر العالم.

## النشأة والتعليم
والدة جين ماري كلارك هي ماري جونسون كلارك، إحدى أوائل الكيميائيات في جامعة كامبريدج، وقد نشأت في ظل اهتمام الأسرة الشديد بالعلوم وتسلق الجبال أيضاً. كانت جين غروف تعاني من مرض السل عندما كانت طفلة وعاشت لمدة عام في منزل صيفي في الحديقة، حيث قرأت فيه على نطاق واسع، بما في ذلك كتب الاستكشافات والجيولوجيا وعلم الفلك، وتلقت تعليمها على يد والدتها. خلال الحرب انتقلت العائلة إلى سانت آساف، شمال ويلز. التحقت جين غروف بمدرسة هاول في دينبي، حيث كانت تدرّس مارغوري سويتنغ، أستاذة الجغرافيا في أكسفورد. كان لمارغوري سويتنغ تأثير كبير وقررت جين قراءة الجغرافيا في كلية والدتها السابقة، نيونهام.
التحقت بكلية نيونهام في كامبردج وحصلت على شهادة في الجغرافيا عام 1948، ثم حصلت على درجة الدكتوراه في علم الجليد من كلية بيدفورد عام 1956. تزوجت من ألفريد توماس غروف عام 1954. عندما كانت تعمل على دراسات الدكتوراه وتعمل كمحاضرة بدوام جزئي، كان لديها ستة أطفال، وُلد أولهم ريتشارد غروف (المؤرخ) عام 1955 والأخير عام 1971. 

## العمل
في بداياتها، استمتعت غروف برحلاتٍ ميدانية في جبال غوتنهايم في النرويج عام 1947. شجّعها على الاستمرار البروفيسور فرانك دبنهام والدكتور جان ميتشل؛ وفي السنوات الثلاث التالية قادت جين نفسها مجموعات صغيرة من الطلاب إلى النرويج. ثم انضمت إلى العديد من بعثات الجامعة في مجال علم الجليد. كان الهدف من أولها عام 1951، التي نظمها لويس وجون ماكول، وهو طالب أبحاث أمريكي، العمل في المرحلة الجامعية لحفر نفق في نهر فيسل-سكوتبرين الجليدي، لفحص هيكله وخصائص تدفقه. كان الجهد ناجحًا في الوصول إلى الجدار الأمامي للنهر الجليدي، وبالتالي أتاح للخريجين في الجغرافيا والجيولوجيا وعلم المعادن الفرصة لإبداء الملاحظات التي أرست الأساس للبحوث الجليدية البريطانية بعد الحرب. فحصت غروف النطاقات الموجودة في فيسلسكاوتبرين وفيسلغيوفبرين وحصلت على درجة الدكتوراه عام 1956 عن هذا العمل - «دراسة لجوانب فيزيوغرافيا بعض الأنهار الجليدية في النرويج». أنتجت فصلين في «تحقيقات حول الأنهار الجليدية النرويجية» (سلسلة أبحاث الجمعية الجغرافية الملكية: العدد 4، 1960) جمعت هذا العمل المبتكر، ونشرت ثلاث أوراق أخرى عن طبيعة هذه الأنهار الجليدية.
من 1951 إلى 1953، ألقت محاضرات في كلية بيدفورد في لندن، بإشراف جوردون مانلي. ثم عُينت مديرة الدراسات في الجغرافيا بجامعة جيرتون وأصبحت زميلة عام 1960 ورئيسة فخريًا عام 1994. التقت جين كلارك بزوجها ديك غروف، المعين حديثًا في قسم الجغرافيا، والذي ساعد في المسح في النرويج. تزوجا عام 1954 واستقرا في كامبريدج. في عام 1963، قضت مع أسرتها الصغيرة 6 أشهر في غانا للتدريس في جامعة ليغون.
استمر بحث جين غروف حول الأنهار الجليدية ولكنه تحول بشكل متزايد نحو موضوعٍ تم تجاهله إلى حد ما، وهو علم المناخ التاريخي، على خطى جوردون مانلي وهوبير لامب. كان من المعروف أن الأنهار الجليدية في جبال الألب قد امتدت إلى ما هو أبعد من حدودها الحالية، تاركةً وراءها مورينات يرجع تاريخها إلى حوالي 1600 إلى 1900 سنة، وهي الفترة المعروفة باسم «العصر الجليدي الصغير». سعت جين للحصول على بيانات مفيدة للسجل المناخي في جبال الألب وأماكن أخرى. استفادت هي وآرثر باتاغيل من المعلومات حول الأضرار المناخية والجليدية للأراضي الزراعية في النرويج والتي قدمتها سجلات ضريبة الأراضي. ظل من غير الواضح ما إذا كان العصر الجليدي الصغير متزامنًا على مستوى العالم، ولذلك شرعت في جمع المعلومات من الميدان ومن الأرشيفات في أجزاء كثيرة من العالم. عام 1988 نُشرت أعظم ما لديها في كتاب «العصر الجليدي الصغير». ما قدّم أول دراسة شاملة للظاهرة. نُشرت الطبعة الثانية، التي حررها ديك غروف، عام 2004.

## التكريمات والجوائز
- زميلة كلية جيرتون، كامبريدج (1979)

## المنشورات العلمية
- 1988، غروف، العصر الجليدي الصغير. لندن؛ نيويورك: روتليدج
- 2004، غروف، العصور الجليدية الصغيرة: القديمة والحديثة. الطبعة الثانية. لندن: روتليدج